# Umberto Pineschi
Umberto Pineschi (Trieste, 26 novembre 1935) è un presbitero, organista e docente di musica italiano.

## Biografia
Nativo di Trieste, è sacerdote della Diocesi di Pistoia.
È stato per lunghi anni professore (oggi emerito) di Organo e Composizione organistica per 24 anni dei Conservatori “G. Rossini” di Pesaro prima e “G.B. Martini” di Bologna poi. 
Nel 1975 ha fondato l’associazione Accademia internazionale d’Organo e Musica Antica "Giuseppe Gherardeschi". Ha collaborato in qualità di consulente con la Soprintendenza ai Beni Artistici, Storici ed Etnoantropologici per gli organi storici della città di Pistoia. Fino al 2015 ha diretto la Scuola Comunale di musica “T. Mabellini” di Pistoia ed è organista della cattedrale di Pistoia.
Si è esibito in tutto il mondo, dove ha svolto anche attività didattica. Le sue composizioni d'organo sono state raccolte in sette volumi. A partire dal 1985 ha tenuto in Giappone ogni anno corsi di interpretazione di letteratura organistica italiana. 
Per i suoi meriti circa lo sviluppo degli scambi culturali tra Italia e Giappone, favoriti per mezzo dell'insegnamento dell'organo, ha ricevuto dal governo giapponese l'onorificenza dell'Ordine del Sol Levante.
Come Sacerdote è parroco della Parrocchia dello Spirito Santo, di Serra Pistoiese, canonico presidente del capitolo della cattedrale di Pistoia.

## Onorificenze
- Medaglia d’oro della città di Pistoia (1978).
- "Brigata del Leoncino", città di Pistoia.
- "Leoncino d'Argento", città di Pistoia.
- "Leoncino d'Oro", città di Pistoia.